# Florenzo Annoscia
Florenzo Annoscia (Bari, 5 agosto 1927 – Bari, 13 dicembre 1990) è stato un arbitro di calcio italiano.

## Carriera
Per la sezione arbitrale di Bari, dopo la trafila nelle serie minori, ha avuto come arbitro nel 1956 il suo anno di grazia, esordendo il 15 gennaio in Serie B, a Brescia nella partita Brescia-Salernitana (2-1) mentre l'8 aprile sempre del 1956 ha esordito in Serie A, a Roma nell'incontro Roma-Pro Patria (1-0). Nelle sette stagioni arbitrali ai massimi livelli nazionali ha diretto 58 partite del campionato cadetto e 35 incontri di Serie A, l'ultimo di questi a Milano il 4 giugno 1961 nell'ultimo turno di quel campionato, ed è stato l'incontro Milan-Lanerossi Vicenza (0-0).

## Biografia
Per onorare la sua memoria, la sezione A.I.A. di Bari ha istituito il "Premio Florenzo Annoscia" che viene annualmente assegnato al miglior arbitro esordiente nei campionati dilettanti pugliesi.
L'arbitro Florenzo Annoscia era nipote del dirigente sportivo barese Tommaso Annoscia.